# Tilly (Indre)
 Tilly  es una comuna y población de Francia, en la región de Centro, departamento de Indre, en el distrito de Le Blanc y cantón de Bélâbre.
Su población en el censo de 1999 era de 189 habitantes.
No está integrada en ninguna Communauté de communes.

## Demografía
| 346 | 306 | 279 | 229 | 198 | 189 |
| Para los censos de 1962 a 1999 la población legal corresponde a la población sin duplicidades (Fuente: INSEE [Consultar]) |     |     |     |     |     |